# Treban
Treban é uma comuna francesa na região administrativa de Auvérnia-Ródano-Alpes, no departamento Allier. Estende-se por uma área de 25,73 km². Em 2010 a comuna tinha 389 habitantes (densidade: 15,1 hab./km²).